# جاستن روبرت يونغ
جاستن روبرت يونغ (بالإنجليزية: Justin Robert Young)‏ هو صحفي أمريكي، ولد في 5 مارس 1983 في فورت وورث في الولايات المتحدة.

## وصلات خارجية
- جاستن روبرت يونغ على موقع IMDb (الإنجليزية)
- جاستن روبرت يونغ على موقع ميوزك برينز (الإنجليزية)